# Dimension Data
Dimension Data war ein globaler IT-Dienstleister mit Hauptsitz in Südafrika, bis er 2019 vom Unternehmen NTT Ltd. umbenannt wurde.

## Geschichte
Dimension Data wurde 1983 in Südafrika gegründet und war einer der weltweit führenden Anbieter für Netzwerk- und Kommunikationstechnologie und IT-Services, besonders in den Bereichen Netzwerk und Rechenzentrum, Cloud Services, IT-Sicherheit, Sprach- und Videokommunikation sowie Applikations-Integration. Dimension Data war weltweit einer der größten Cisco-Gold-Partner.
Dimension Data wurde 2010 zu 100 % von NTT, einem der weltweit größten Telekommunikationsanbieter, für 3,2 Mrd. US$ übernommen und war (Stand November 2017) weltweit mit 28.000 Mitarbeitern in 49 Ländern direkt vertreten. Der Jahresumsatz des Unternehmens betrug 2017 rund 8 Milliarden US$.
Mit der Gründung der neuen NTT Global Operating Company NTT Ltd. am 1. Juli 2019 wurden unter anderem Dimension Data, NTT Communications und NTT Security sowie deren verbundene Unternehmen in einem neuen Unternehmen zusammengeführt, um einen führenden globalen Technologiedienstleister zu schaffen. Das neue Unternehmen NTT Ltd. ist unter der Website hello.global.ntt zu finden. Im Mittleren Osten und in Afrika (MEA) bleibt die Marke Dimension Data mit dem CEO Grant Bodley bestehen, da sie dort seit langem eingeführt ist.
Am 8. Oktober 2019 wurde die deutsche Niederlassung von Dimension Data  umbenannt und firmiert seitdem in Deutschland als NTT Germany AG & Co. KG. In Deutschland beschäftigt NTT Germany AG & Co. KG ca. 1.400 Mitarbeiter (Stand Januar 2019) mit Hauptsitz in Bad Homburg (weitere Niederlassungen befinden sich u. a. in Teltow bei Berlin, Düsseldorf, Hamburg, Hannover, München und Stuttgart).

## Geschäftsbereiche
Dimension Data war vor allem tätig auf folgenden Geschäftsfeldern:
- Managed Services
- Cloud Services
- Telekommunikationslösungen
- Netzwerkintegration
- Konvergente Kommunikation
- IT-Sicherheitslösungen
- Microsoft-Infrastrukturlösungen
- Audits und Consulting
- Rechenzentrums- und Speicherlösungen
- IT-Lösungen für das Gesundheitswesen